# Synoicus ypsilophorus
La quaglia della Tasmania (Synoicus ypsilophorus (Bosc, 1792)) è un uccello galliforme della famiglia dei Fasianidi.

## Descrizione

### Dimensioni
Misura 17–22 cm di lunghezza per 75-140 g di peso nei maschi e 85-140 g nelle femmine; l'apertura alare è di 26–36 cm.

### Aspetto
Uccello piccolo e «grassottello», la quaglia della Tasmania è una specie nomade che varia significativamente per colorazione, dimensioni e habitat all'interno della sua vasta area di distribuzione. La colorazione del piumaggio varia dal bruno-rossastro camoscio al nero-grigiastro scuro, a seconda della sottospecie. Alcuni studiosi ritengono che la sottospecie nominale della quaglia della Tasmania, S. y. ypsilophorus, debba essere considerata una specie a parte. Se così fosse, l'intera tassonomia di questa specie andrebbe rivista.
Il maschio adulto è bruno-rossastro e screziato di nero sulla sommità del capo e sulla parte posteriore del collo, con una striscia crema che corre lungo il centro della testa dalla fronte al dorso. Il resto della testa varia dal bruno-rossastro chiaro al marrone o al grigio, mentre il mento e la gola sono bruno-giallastro. Le parti inferiori variano dal bruno-giallastro o rossastro al marrone e sono fittamente ricoperte da barre nerastre a forma di «V». Le parti superiori e le ali hanno in gran parte lo stesso colore delle parti inferiori, fatta eccezione per le remiganti, che sono bruno-grigiastre con disegni rossastri o marrone chiaro. La coda marrone scuro è a malapena visibile e presenta striature bruno-giallastre asimmetriche.
La femmina adulta somiglia molto al maschio, ma è più piccola ed ha una colorazione meno variabile. Più di frequente ha un piumaggio variabile dal bruno-giallastro al marrone, con piccole macchioline nere sulle scapolari, sul dorso e sul groppone. Inoltre, sia sulle parti superiori che su quelle inferiori vi sono segni a forma di «V» di colore quasi nero.
I giovani sono simili alla femmina adulta, dalla quale si differenziano per avere i segni a forma di «V» marroni e spezzati ovunque, tranne che sui fianchi, dove sono meno distinti.
L'iride può essere scura o bruno-rossastra, rosso scuro, giallo-arancio e gialla. Il becco è generalmente grigio o nero e le zampe variano dall'arancio al giallo-verdastro.

### Voce
La quaglia della Tasmania lancia il suo richiamo generalmente all'alba o al crepuscolo, emettendo un forte fischio di due note che cresce di intensità. Il richiamo viene descritto come un f-weep, tu-eeeee o be-quick: la prima nota è spesso più breve e più debole. Dopo essere stata disturbata, questa specie emette un breve pigolio o alcuni acuti cinguettii.

## Biologia

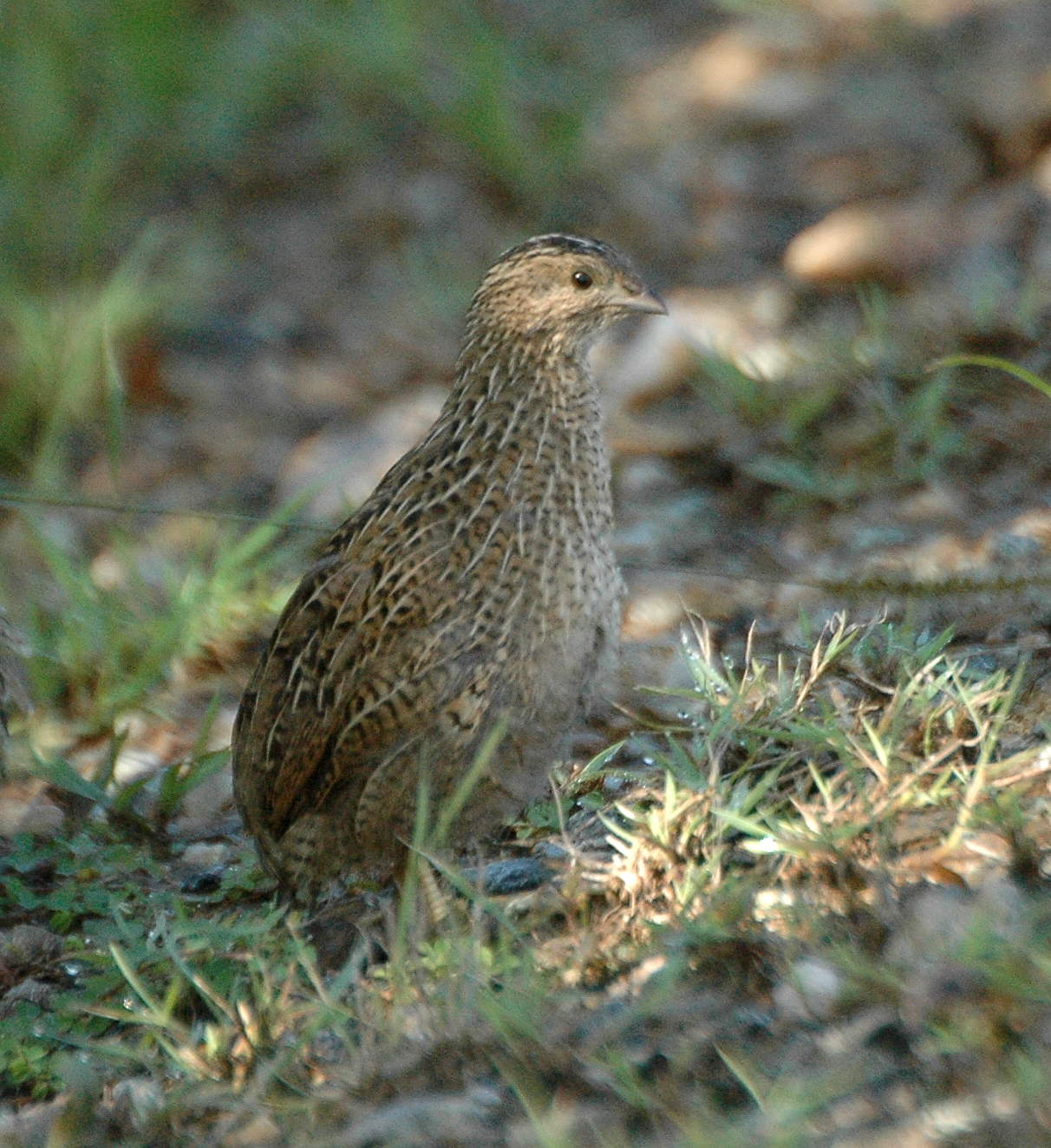
Femmina.

La quaglia della Tasmania vive generalmente in gruppi di tre-cinque individui, ma occasionalmente può essere rinvenuta anche in gruppi composti da dieci esemplari. Quando viene disturbata, è spesso riluttante ad alzarsi in volo, e preferisce invece rimanere ferma e nascondersi, oppure fuggire dal pericolo correndo. Se viene sorpresa all'improvviso, può volare verticalmente verso l'alto, poi rapidamente in avanti e infine lasciarsi cadere a terra e continuare la sua ritirata a piedi. Quando un gruppo di quaglie viene disturbato, i vari esemplari iniziano prima a sparpagliarsi in direzioni differenti prima di chiamarsi tra loro e raggrupparsi di nuovo.

### Alimentazione
Questa specie si nutre di semi, germogli d'erba, piccole erbe e invertebrati; solo occasionalmente cattura piccoli rettili. Quando è in cerca di cibo, si aggira furtivamente sul terreno in posizione curva, alimentandosi generalmente di mattina presto o di sera.

### Riproduzione
La quaglia della Tasmania è una specie monogama e generalmente nidifica tra agosto e maggio, anche se la stagione della riproduzione può variare a seconda delle località. In Nuova Zelanda sono state rinvenute uova tra dicembre e giugno e in Tasmania tra novembre e febbraio. La deposizione delle uova in Australia Occidentale e Nuovo Galles del Sud ha luogo generalmente da agosto fino a febbraio. Nel nord del Queensland la quaglia si riproduce da ottobre fino a luglio. Tuttavia, nel sud del Queensland la specie sembra riprodursi durante tutto l'anno. Durante la stessa stagione riproduttiva possono essere deposte fino a tre covate, perfino quattro in rari casi, comprendenti da 7 a 12 uova in Australia e da 4 a 6 in Nuova Guinea. Le uova vengono deposte all'interno di un nido poco profondo, leggermente a cupola, foderato con erbe, che viene costruito sul terreno e spesso nascosto all'interno di un basso cespuglio o in un cespo di erba tussock. Per 21 o 22 giorni, la femmina si dedica da sola alla cova delle uova, di colore bluastro chiaro, giallastro o giallo-verdastro, spesso ricoperte da macchie. Il maschio offre il suo aiuto facendo la guardia ai pulcini una volta usciti dal guscio, dedicandosi completamente alla loro cura a partire da quando questi hanno due settimane, in modo che la femmina possa dedicarsi alla cova della nidiata successiva.

## Distribuzione e habitat
Diffusa in brughiere paludose e praterie, pascoli, zone umide e pianure alluvionali rivierasche, la quaglia della Tasmania si incontra soprattutto in habitat di pianura, ma può spingersi fino a circa 1000 metri di altitudine in Nuova Zelanda e 3700 metri in Nuova Guinea. Questa specie può essere trovata anche nelle savane di spinifex, nelle radure della foresta, nelle paludi salmastre e ai bordi delle strade.
La quaglia della Tasmania vive nelle regioni settentrionali, orientali e sud-occidentali dell'Australia, in Tasmania e sull'isola di Barrow, al largo delle coste occidentali del continente. È presente inoltre in Nuova Guinea e nelle Piccole Isole della Sonda ed è stata introdotta in Nuova Zelanda e alle Figi. La sottospecie S. y. ypsilophorus si incontra solamente in Tasmania.

## Tassonomia
Ne esistono nove sottospecie:
- S. y. raaltenii (S. Müller, 1842), diffusa a Flores, Timor e nelle isole vicine (Piccole Isole della Sonda);
- S. y. pallidior E. J. O. Hartert, 1897, diffusa a Sumba e Sawu (Piccole Isole della Sonda);
- S. y. saturatior E. J. O. Hartert, 1930, endemica delle pianure settentrionali della Nuova Guinea;
- S. y. dogwa Mayr e Rand, 1935, endemica delle pianure meridionali della Nuova Guinea;
- S. y. plumbeus Salvadori, 1895, endemica delle pianure nord-orientali della Nuova Guinea;
- S. y. monticola Mayr e Rand, 1935, endemica delle regioni alpine della Nuova Guinea;
- S. y. mafulu Mayr e Rand, 1935, endemica delle regioni montuose della Nuova Guinea;
- S. y. australis (Latham, 1801), endemica dell'Australia;
- S. y. ypsilophorus Bosc, 1792, endemica della Tasmania.